# Master Blaster (Jammin')
〈Master Blaster (Jammin)〉는 1980년 음반 《Hotter than July》의 미국의 싱어송라이터 스티비 원더의 싱글이다.

## 역사
무거운 레게 느낌으로 지어진 이 곡은 레게의 전설 밥 말리를 위한 곡이고, 원더는 그 해 가을 미국 투어에서 말리(그를 개막작이라고 비난함)와 라이브 공연을 했다. 가사는 "야의 아이들(children of Jah)", "말리는 리듬 박스에서 열광하고(Marley's Hot on the box)" 그리고 짐바브웨 내전의 종말을 언급하고 있다.
이 곡은 원더의 음반인 《Hotter than July》의 리드 싱글이었다. 이것은 《빌보드》 R&B 싱글 차트에서 7주 동안 1위를 차지하며 큰 인기를 끌었으며, 1980년 가을 《빌보드》 팝 싱글 차트에서 5위에 올랐고 영국 싱글 차트에서 2위를 차지했다. 그리고 이 노래에는 음반 제목에 따라 "hotter than July"라는 가사가 포함되어 있다.

## 인증
| 국가                                                  | 인증 | 판매량/출하량 |
| ----------------------------------------------------- | ---- | ------------- |
| 오스트레일리아 (ARIA)                                 | 골드 | 50,000^       |
| 캐나다 (뮤직 캐나다)                                  | 골드 | 75,000^       |
| 뉴질랜드 (RMNZ)                                       | 골드 | 10,000*       |
| 영국 (BPI)                                            | 실버 | 250,000^      |
| *판매량을 기반으로 한 인증 ^출하량을 기반으로 한 인증 |      |               |